# Schachendorf
Schachendorf (kroatiska: Čajta, ungerska: Csajta) är en ort och kommun i Österrike. Den ligger i distriktet Oberwart i förbundslandet Burgenland, i den östra delen av landet,, i den östra delen av landet, 100 km söder om huvudstaden Wien. 
Kommunen består av två orter (Ortschaften) (inom parentes invånarantal 1 januari 2024):
- Dürnbach im Burgenland (316)
- Schachendorf (423)